# 美洲金鸻
，为鸻科斑鸻属的鸟类。该物种的模式产地在伊斯帕尼奥拉岛。
美洲金鸻体重约151.47克，翼长约181.8毫米，嘴峰长约26.3毫米，喙宽度约3.8毫米，喙厚度约5.1毫米，跗蹠长约39.9毫米，尾长约65.8毫米。美洲金鸻是候鸟，其栖息在开放的草原环境中，食性为肉食性，主要食物来源是陆生无脊椎动物。
美洲金鸻在阿拉斯加和加拿大北部繁殖；越冬于南美洲南部，主要在阿根廷东部和邻近的巴拉圭和巴西南部。